# Yiquan
Yiquan (chinesisch 意拳, Pinyin Yìquán, W.-G. I Ch'üan, alternativ Dachengquan, veraltend Dachengchuan 大成拳,  Dàchéngquán,  Da-cheng-ch’üan) ist eine chinesische innere Kampfkunst, die von Wang Xiangzhai (1885–1963, auch bekannt unter den Namen Nibao, Zhenghe, Yuseng) entwickelt wurde. Durch seine gesundheitsfördernde Wirkung kann Yiquan auch zur Gesundheitspflege geübt werden und hat somit auch eine wichtige Bedeutung als Qigong-System.

## Geschichte
Wang Xiangzhai war ein Reformer der traditionellen chinesischen Kampfkünste, die er zunehmend radikal kritisierte. Er hatte bei Guo Yunshen Xingyiquan erlernt und auch die Methode des Zhanzhuang kennengelernt, das die Basis des späteren Yiquan bildet. Wang war gegen das Üben von Formen und betonte stattdessen die Prinzipien der Kampfkunst, vor allem den Einsatz von yi (意 Absicht, Vorstellung, Idee), der Vorstellungskraft. Yiquan bedeutet etwa „Geist-Boxen“. Seine Schüler schlugen später den Namen Dachengquan vor, etwa „Kampfkunst der großen Vollendung“, er kam später aber wieder zur Bezeichnung Yiquan zurück, da ihm die Betonung des Yi von zentraler Wichtigkeit schien. Yiquan ist sehr direkt und setzt auf die intuitive Umsetzung der geübten Prinzipien in der Kampfsituation anstatt auf eingeübte standardisierte Techniken.

## Praxis
Das Training kann in sieben Teilbereiche unterteilt werden:
Zhanzhuang
Die Übung des Zhanzhuang (站桩,  zhànzhuāng – „stehender Pfahl“), auch als „Stehende Säule“, „Stehen wie ein Baum“, „Stehmeditation“ bekannt, bildet die Basis und ist für Anfänger wie Fortgeschrittene gleichsam von Bedeutung. In zahlreichen scheinbar statischen Haltungen werde mit der Vorstellung verschiedene Kraftrichtungen und -qualitäten geübt, mentale Impulse zur Muskulatur geschickt, die Körperstruktur optimiert, der Körper zu einer Einheit gemacht, Körpereigenwahrnehmung geschult und verfeinert. Diese Praxis ist besonders wirksam zur Gesundheitspflege und Rehabilitation und wurde schon als die wichtigste einzelne Qigong Methode bezeichnet. Auch in anderen Kampfkünsten wie Baguazhang oder Taijiquan spielt Zhanzhuang eine Rolle.
Shili
Shili (试力,  shìlì – „Kraftprüfung“) ist Zhanzhuang in Bewegung, d. h. mit einer größeren Bewegungsamplitude. Verschiedene Kombinationen der sechs Kraftrichtungen (öffnen/schließen, vor/zurück, hoch/tief) werden unter Beibehaltung der optimalen Körperstruktur geübt.
Mocabu
Mocabu oder „Reibeschritt“ (摩擦步,  mócābù – „Reibungsschritt“) ist die grundlegende Schritttechnik im Yiquan. Der Name leitet sich aus der Bewegung beim Reiben von Tusche in der Kalligrafie ab. Mocabu ist sozusagen Shili für die Beine und entwickelt neben der Schritttechnik auch die Sensitivität und Wahrnehmung der Füße und Beine. Mocabu wird auch mit Shili kombiniert.
Fali
Fali (发力,  fālì – „Kraftfreisetzung“) bedeutet „Kraft freisetzen“. Aus der Entspannung heraus wird in der Kampfanwendung eine plötzliche „explosive Kraft“ freigesetzt.
Shisheng
Beim Shisheng (试声,  shìshēng – „Tonprüfung“) wird durch das Produzieren von Lauten die Atmung und innere Struktur trainiert.
Tuishou
Tuishou (推手,  tuīshǒu – „Schiebende Hände“) auch als Pushing hands bekannt. Hierbei handelt es sich um eine Partnerübung, bei der versucht wird, unter Beibehaltung der eigenen Struktur und Stabilität „Lücken“ beim Partner zu finden und diesen zu destabilisieren und zu kontrollieren.
Sanshou
Sanshou (散手,  sànshǒu – „Freihand“) ist die freie Anwendung der Yiquan-Prinzipien im Freikampf.